# Fissilitat (geologia)

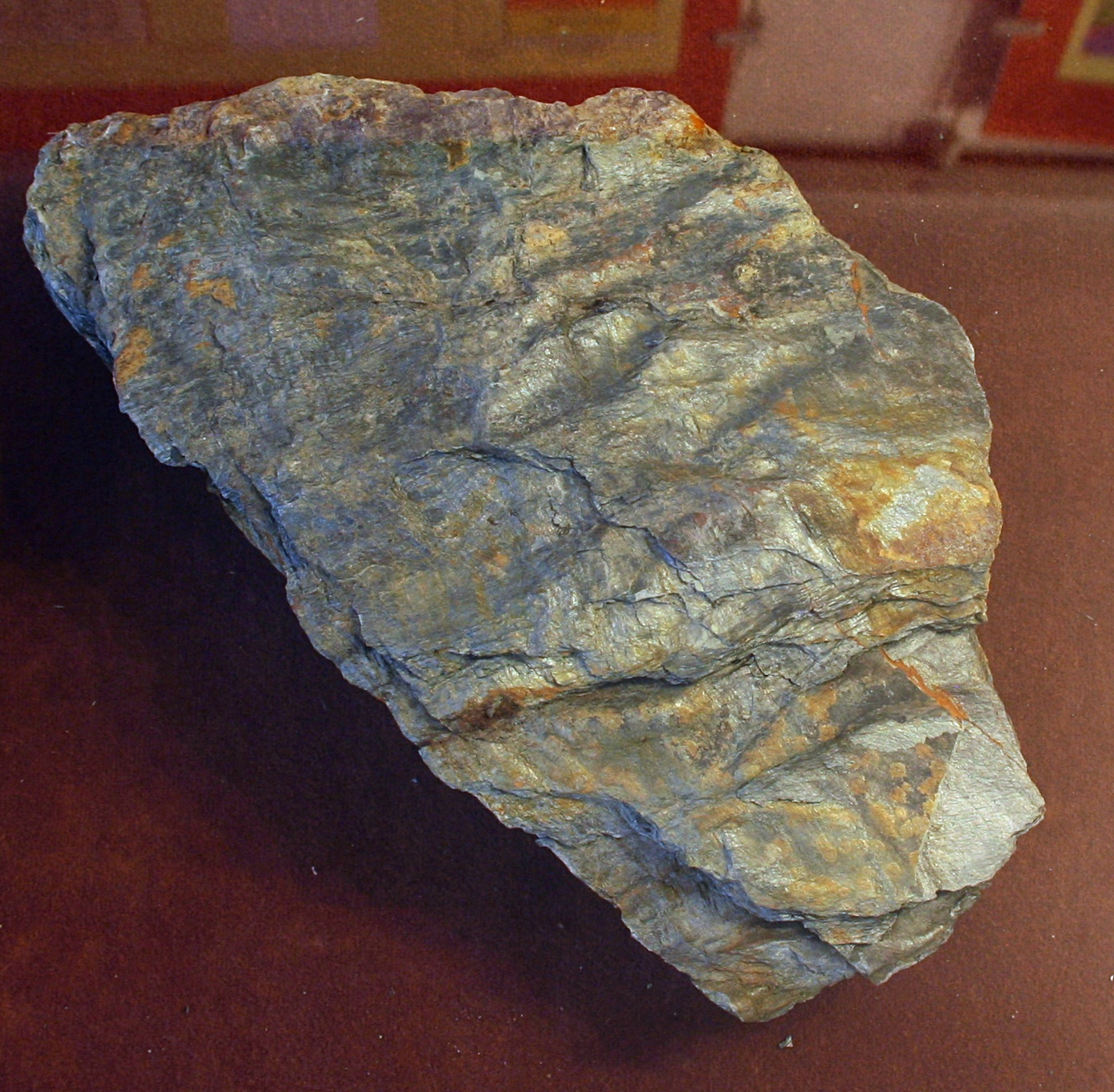
Fil·lita mostrant exfoliació

La fissilitat es refereix a la propietat de les roques de dividir-se en plans de feblesa en làmines. Això s'observa comunament en alguns tipus de pissarra (shale)que són roques sedimentàries i en altres pissarres (slate) i fil·lites, que són roques metamòrfiques foliades. La fissilitat en aquestes roques és causada per l'aliniament dels grans dels fil·losilicats durant la compactació geològica,deformació o el creixement de nous minerals. Les roques altament físsils es divideixen fàcilment al llarg de l'exfoliació.